# منصة عين
منصة عين؛ أول منصة تفاعلية رقمية في سلطنة عمان تقدم خدمة الفيديو حسب الطلب، أطلقتها وزارة الإعلام عام 2021م؛ بهدف تعزيز المحتوى الإلكتروني العربي والعماني على وجه الخصوص من جهة، ومد جسور التواصل بين الوزارة والجمهور من جهة أخرى، لتصل إليه أينما كان عبر الأجهزة الذكية واللوحية.

## نبذة عنها
بدأ البث التجريبي لمنصة عين في الأول من سبتمبر لعام 2021م، وفي 11 يناير 2022م انطلق البث الرسمي للمنصة، وجاء اختيار اسم "عين" للمنصة لتحقيق عدة دلالات، فشعار "عين" مستنبطٌ من الهوية البصرية الخاصة بقنوات إذاعة وتلفزيون سلطنة عمان، بينما يرمز "عين" إلى أول حرفٍ لعمان، كما أن العين مرتبطة بالمشاهدة والبصر.

## خدمات المنصة
توفر المنصة عددا من الخدمات منها البث الحي والمباشر للقنوات الإذاعية والتلفزيونية، وخدمة مشاهدة الفيديو حسب الطلب (on demand) من خلال عرض أرشيف الأعمال التلفزيونية والإذاعية الحديثة والقديمة، وخدمة (Catchup TV) التي تُقدم للمستخدم إمكانية التوقف عن متابعة البث الحي لقناة ما عند توقيت محدد،
```
تتيح منصة عين إمكانية تقديم برامج تفاعلية تتناسب مع تطلعات الجمهور والمتغيرات الحاصلة عالمياً في تقديم المنتج الإعلامي، باستخدام أحدث التقنيات كتقنية 
الواقع الافتراضي
  (VR 360)، وإشراك الجمهور في اختيار المَشاهد التي ستبث من العمل المُقدم وغيرها من الخدمات.
[
2
]
```

## مميزاتها
تحظى المنصة بعدة مزايا تقنية من أجل تقديم تجربة مُثرية للمستخدم من حيث تنوع المحتوى ما بين السمعي والمرئي، وخاصية مشاهدة البث المباشر لجميع القنوات الإذاعية والتلفزيونية، إلى جانب ميزة الاستماع ومشاهدة ما تم بثه في مختلف القنوات خلال 48 ساعة عبر ميزة "لا يفوتك". ومن التقنيات الحديثة المتاحة في المنصة أعمال مرئية نُفذت بتقنية الواقع الافتراضي (VR 360) لتأخذك في رحلة فريدة لمواقع متنوعة من السلطنة. وتعكف وزارة الإعلام على مجموعة من المشاريع التي تهدف إلى تقديم محتوى إعلامي تفاعلي يُعد الأول في سلطنة عمان.

## أهدافها
- تعزيز حضور الإعلام الرقمي العماني والعربي من خلال مواكبة المستجدات في عالم المنصات الإلكترونية.
- تجذير الهوية والثقافة الرقمية العمانية من خلال تقديم محتوى عماني رصين، ونشر شعاعها لخارج السلطنة.
- الاستثمار في الشباب العماني من خلال دعم صناع المحتوى العمانيين، عبر استضافة محتواهم الإلكتروني، وتبادل الخبرات.
- تبني أعلى المعايير والممارسات المهنية والاحترافية في صناعة المحتوى الإلكتروني.
- تعميق الروابط بين وزارة الإعلام والجمهور من خلال الوصول لفئات عمرية مختلفة (محتوى الأرشيف الذي يستقطب كبار السن، البرامج الحصرية واحتضان صناع المحتوى يهم الشباب، محتوى تفاعلي للطفل).
- دعم صناعة الفنون الإبداعية والارتقاء بصناعة المحتوى الإلكتروني.[3]

## المحتوى الحصري
حرصت عين على إنتاج مجموعة من الأعمال الحصرية على المنصة، ومن هذه الأعمال برنامج اقتصادي بعنوان "شراكة" والذي يمثل مساحة إعلامية تطرح عددا من المعلومات الاقتصادية المدعومة بلغة الأرقام والإحصاءات الرسمية والمصادر العلمية؛ لرفع الوعي الاقتصادي والمالي، ولبناء فكر جديد يستند على إثارة التساؤلات والإجابة عليها، وتقديم موضوعات تهم مختلف شرائح المجتمع؛ في سبيل رفد المحتوى العربي الاقتصادي.
ومن بين حنايا الثقافة العمانية يطل برنامج "دريشة" الذي يمثل نافذة ثقافية سياحية تقتبس بعضاً من ملامح المشهد الثقافي والسياحي في سلطنة عمان عبر قوالب فنية توثيقية، لتعكس عراقة وتاريخ عُمان، وجغرافيتها المختلفة وطبيعتها الساحرة، ويهدف البرنامج إلى تعزيز المحتوى الإلكتروني العماني والعربي بموضوعات تعكس الهوية العمانية بكل ما تتفرد به من أبعاد تاريخية وثقافية واجتماعية وسياحية. إلى جانب تقديم لمحات من الحكايات والأساطير العمانية المرتبطة بالأمكنة من خلال مجموعة من المواقع العمانية التي احتضنت بعض الأساطير القديمة. إلى جانب عدد متنوع من البرامج الحصرية السمعية والمرئية. كما أطلقت المنصة 3 نسخ من برنامجها السياحي "عين على الخريف".

## الكتاب الصوتي العماني
اتجهت منصة عين لتعزيز الثقافة الرقمية، وترسيخ حضور الكتاب العماني من خلال احتضان مجموعة من الكتب العمانية في شتى المجالات بما يثري المحتوى العماني والعربي، في قالب صوتي، وبأصوات منتقاة؛ وذلك لإثراء المحتوى الثقافي وتبصير فئة الشباب بعدد من الكتب العمانية التي جسدت أحد الأركان المهمة في المكتبة العمانية والعربية، بما يتلاءم مع ظروف العصر وبما يتسق مع تفضيلات الكثير من الأفراد. كما يُسهم الكتاب الصوتي في سد ثغرة معرفية لدى الجمهور من فئة ذوي الإعاقة البصرية. من تصنيفات الكتب الصوتية المتوفرة في منصة عين: أدب الرحلات، التاريخ، الشعر، الرواية، القصص القصيرة وغيرها من المجالات.

## احتضان صناع المحتوى
تبنت منصة عين مبادرة رقمية لاحتضان صناع المحتوى في سلطنة عمان، من خلال إتاحة الفرصة لجميع المهتمين بصناعة المحتوى بمختلف القوالب للمشاركة في طرح مضامين إعلامية تفاعلية وحيوية، بهدف تعزيز المحتوى العماني السمعي والبصري، ولإبراز بصمتهم في مساحة إبداعية مخصصة لهم في المنصة، ولتقديم محتواهم لفئة جماهيرية أكبر داخل وخارج عُمان. حيث استضافت المنصة عددا من المدونات الصوتية والمرئية.
هناك العديد من صناع المحتوى الآخرين التي استضافتهم المنصة وهم:
- نور
- شروحات زراعية مع عبدالحميد الشبيبي
- عدسة مصور جوي
- مالك اليافعي
- المخبز الصغير مع مريم
- Perspective
- غزل وقبس المحيجرية
- عالم التقنية Tech Master
- الاتيكيت
- شاهد فوق العادة
- ولايات وقرى
- لمحة
- القرية الصغيرة

## وصلات خارجية
- الموقع الرسمي